# Тэнри
Тэнри (яп. 天理市 Тэнри-си) — город в префектуре Нара, Япония. Площадь города составляет 86,37 км², население — 67 756 человек (1 августа 2014), плотность населения — 784,49 чел./км².  Статус большого города Тэнри получил 1 апреля 1954.
Город знаменит синтоистским святилищем Исоноками-дзингу, в котором хранится легендарный меч — ками этого святилища и митама (дух) всей Японии, обитающий в храме — Тоцука-но-Цуруги. В этом городе находится также духовный центр религии Тэнрикё.
В городе расположено предприятие радиоэлектронной промышленности корпорации Sharp.